# 菲律宾中央银行
菲律宾中央银行（简称BSP），设立于1993年7月3日，系菲律宾共和国之中央银行，是菲律宾披索之发行机构，其作为一个独立的法人机构，享有财政与行政的自主管理权。其依法致力于促进并维持其国内货币汇率与物价之稳定，以实现国家经济均衡与可持续发展；为此其负责实施稳健的货币政策，监管金融机构运营等事务。

## 名称
菲律宾中央银行在他加禄语与英语中都直接以“Bangko Sentral ng Pilipinas”（简称BSP）作为名称，而这是为了区别其前身菲律宾中央银行（英語：Central Bank of the Philippines，简称CBP）。

## 历史
1898年美西战争之后，美国开始统治菲律宾。翌年1900年，由美国组建的第一届菲律宾委员会通过《第52号法案》，该法案将菲律宾境内全部银行置于财政局（Bureau of the Treasury）的监管之下。到了1929年2月，菲律宾财政部设立银行局（Bureau of Banking），接管了银行监管职权。
1930年美国爆发经济大恐慌，为了减轻菲律宾的竞争压力，同时作为允诺菲律宾10年后独立的代价，1933年美国国会通过了《黑尔-霍斯-卡廷法案》（Hare-Hawes-Cutting bill），然而该法案被菲律宾参议院拒绝了。于是美国国会又于翌年1934年通过了《泰丁斯-麦克达菲法案》，该法案对菲律宾的关税及配额进行了规定并宣布要在1946年7月4日授予菲律宾独立地位。而一批菲律宾民众在仔细研究1933年的《黑尔-霍斯-卡廷法案》后，已经提出了要在菲律宾设立中央银行的概念，并提出了央行设立法案的雏形。
翌年1935年，菲律宾自治领宣告成立。货币体系开始由财政部与国库局共同掌管，菲律宾比索实施美元汇兑本位制，这需要百分百的黄金储备以支持货币流通。因此民众关于建立央行的讨论仍在继续。
跟着到了1939年，自治领国民大会通过了一项设立中央银行的法案。而因为这是一个金融法案，所以需要美国总统的批准才可以生效。然而，由于来自既得利益者的强烈反对，富兰克林·罗斯福总统否决了该法案。
二战中后期，日本占领了菲律宾，并于1943年10月成立了傀儡政权菲律宾第二共和国。翌年1944年菲律宾国民大会第二次通过了关于建立中央银行的法案，但不久后于1945年美军便反攻了占据在菲律宾的皇军，并占领了马尼拉，因此第二次建立央行的进程又被阻断。
1946年，菲律宾第三共和国完全独立，曼努埃尔·罗哈斯就任总统，这时设立货币当局成为国家当务之急，于是总统要求财政部立即开始起草关于货币当局的章程。随即于1947年8月由财政部长 米格尔·夸德尔诺主持设立的菲美联合金融委员会（Joint Philippine-American Finance Commission）开始进行研究工作。不久后研究报告出台，宣布危地马拉中央银行章程被选为央行章程的模型。接着于1948年2月一个建议设立货币当局的章程被递送至国会。同年6月15日，新任总统埃尔皮迪奥·基里诺签署了《第265号共和国法令》，即《1948年中央银行法案》（Central Bank Act of 1948）。翌年1949年1月3日菲律宾中央银行（CBP）正式成立， 米格尔·夸德尔诺任首任央行行长。自此菲律宾中央银行开始作为菲律宾的国家货币发行当局，但是当时其并无完全独立的财政和行政自主权。
1972年11月29日，为了使央行法案更适应菲律宾经济的发展情况，费迪南德·马科斯总统签署了《第72号总统令》，即《第265号共和国法令修正案》（AMENDING REPUBLIC ACT No. 265），提出了旨在确保金融系统健全发展的方案，同时也从法律上对菲律宾央行（CBP）的目标与职能，政策制定方式，权力范围以及处理问题的程序等等加以了规范。从此，菲律宾央行的职权从只监管国内的银行体系，开始扩大到监管整个金融体系。1973年，菲律宾临时国民大会颁布新宪法，要求建立一个独立的中央货币主管当局，而总统签署了《第1801号总统令》（Presidential Decree No. 1801）指定菲律宾央行为中央金融管理局（Central Monetary Authority）。1981年，《第265号共和国法令》再次经过修订以进一步完善其监管金融体系的职能，同时也将菲律宾央行的法定资本从一千万比索提高到100亿比索。
1987年，菲律宾新宪法发布，菲律宾央行提高了其法定资本额，同时修正了货币委员会成员的组成方式，增设了来自私营部门的全职委员，从此货币委员会开始作为独立的中央货币主管当局。
1993年6月14日，依照1987年宪法条款规定，总统菲德尔·拉莫斯签署《第7653号共和国法令》，即《新中央银行法》（ New Central Bank Act），成立菲律宾中央银行（BSP），法案于1993年7月3日开始生效，菲律宾中央银行（BSP）自此接管了原1949年成立的菲律宾中央银行（CBP），作为当局拥有财政、行政自主权的中央银行。
1999年1月3日，为庆祝成立50周年，菲律宾央行设立了「菲律宾中央银行博物馆」。
2012年9月26日晚，菲律宾央行官网被一群匿名的菲律宾黑客攻击，攻击者宣称这是为了抗议《2012预防网络犯罪法》的出台，但数小时后，官网便恢复正常工作。

## 目标与职能

### 目标
根据1993年颁布实施之《新中央银行法》之第1章第1款第3条，菲律宾中央银行之法定目标为保持物价稳定，维护货币之稳定及可兑换性，以促进经济的均衡与可持续发展。

### 职能
菲律宾中央银行为完成其法定目标，依法承担之职能有：
- 流动资金管理：制定与执行货币政策之目的是影响货币供应量，从而维持物价稳定；
- 货币发行：独占国家法定货币之发行权力；
- 最后贷款人：帮助出现资金流转危机的银行,并为其提供紧急贷款；
- 金融监管：监管商业银行与非银行金融机构的业务活动；
- 外汇储备管理：维持并管理足够的外汇储备，以维护菲律宾比索的稳定性；
- 汇率政策实施：坚持以市场为导向的汇率政策；
- 其他活动包括：作为银行家，担任政府的财政顾问，保管政府税收等。

## 组织架构

### 行政管理
菲律宾央行之最高管理机构为货币委员会（Monetary Board），委员会依法应由七人组成且全部由总统任命，其任期为六年且不能连任:s1。央行行长为委员会之当然主席，而主席以下的其他成员包括一名内阁驻行委员，及五名来自私营部门且不兼任公职的全职委员。
委员会之下由行长主管行政管理事务，负责领导各副行长处理执行性事务。
| 职位                | 名字                                   | 备注                        | \| \| \| \| \| \| \| \| \| \| \| \| \| 货币委员会 \| 货币委员会 \| 货币委员会 \| 货币委员会 \| 货币委员会 \| 货币委员会 \| \| \| · 秘书处 · 特别调查办公室 · 内部审计办公室 · 综合咨询和法律服务办公室 \| · 秘书处 · 特别调查办公室 · 内部审计办公室 · 综合咨询和法律服务办公室 \| · 秘书处 · 特别调查办公室 · 内部审计办公室 · 综合咨询和法律服务办公室 \| · 秘书处 · 特别调查办公室 · 内部审计办公室 · 综合咨询和法律服务办公室 \| · 秘书处 · 特别调查办公室 · 内部审计办公室 · 综合咨询和法律服务办公室 \| · 秘书处 · 特别调查办公室 · 内部审计办公室 · 综合咨询和法律服务办公室 \| \| \| \| \| \| \| \| \| \| \| \| \| \| \| \| \| \| \| \| 货币委员会 \| 货币委员会 \| 货币委员会 \| 货币委员会 \| 货币委员会 \| 货币委员会 \| \| \| · 秘书处 · 特别调查办公室 · 内部审计办公室 · 综合咨询和法律服务办公室 \| · 秘书处 · 特别调查办公室 · 内部审计办公室 · 综合咨询和法律服务办公室 \| · 秘书处 · 特别调查办公室 · 内部审计办公室 · 综合咨询和法律服务办公室 \| · 秘书处 · 特别调查办公室 · 内部审计办公室 · 综合咨询和法律服务办公室 \| · 秘书处 · 特别调查办公室 · 内部审计办公室 · 综合咨询和法律服务办公室 \| · 秘书处 · 特别调查办公室 · 内部审计办公室 · 综合咨询和法律服务办公室 \| \| \| \| \| \| \| \| \| \| \| \| \| \| \| \| \| \| \| \| \| \| \| \| \| \| \| \| \| \| \| \| \| \| \| \| \| \| \| \| \| \| \| \| \| \| \| \| \| \| \| \| \| 行长 \| 行长 \| 行长 \| 行长 \| 行长 \| 行长 \| \| \| · 国库部 · 风险管理办公室 · 企业事务办公室 · 企业规划办公室 · 系统和方法办公室 · 央行驻反洗钱委员会专员 \| · 国库部 · 风险管理办公室 · 企业事务办公室 · 企业规划办公室 · 系统和方法办公室 · 央行驻反洗钱委员会专员 \| · 国库部 · 风险管理办公室 · 企业事务办公室 · 企业规划办公室 · 系统和方法办公室 · 央行驻反洗钱委员会专员 \| · 国库部 · 风险管理办公室 · 企业事务办公室 · 企业规划办公室 · 系统和方法办公室 · 央行驻反洗钱委员会专员 \| · 国库部 · 风险管理办公室 · 企业事务办公室 · 企业规划办公室 · 系统和方法办公室 · 央行驻反洗钱委员会专员 \| · 国库部 · 风险管理办公室 · 企业事务办公室 · 企业规划办公室 · 系统和方法办公室 · 央行驻反洗钱委员会专员 \| \| \| \| \| \| \| \| \| \| \| \| \| \| \| \| \| \| \| \| 行长 \| 行长 \| 行长 \| 行长 \| 行长 \| 行长 \| \| \| · 国库部 · 风险管理办公室 · 企业事务办公室 · 企业规划办公室 · 系统和方法办公室 · 央行驻反洗钱委员会专员 \| · 国库部 · 风险管理办公室 · 企业事务办公室 · 企业规划办公室 · 系统和方法办公室 · 央行驻反洗钱委员会专员 \| · 国库部 · 风险管理办公室 · 企业事务办公室 · 企业规划办公室 · 系统和方法办公室 · 央行驻反洗钱委员会专员 \| · 国库部 · 风险管理办公室 · 企业事务办公室 · 企业规划办公室 · 系统和方法办公室 · 央行驻反洗钱委员会专员 \| · 国库部 · 风险管理办公室 · 企业事务办公室 · 企业规划办公室 · 系统和方法办公室 · 央行驻反洗钱委员会专员 \| · 国库部 · 风险管理办公室 · 企业事务办公室 · 企业规划办公室 · 系统和方法办公室 · 央行驻反洗钱委员会专员 \| \| \| \| \| \| \| \| \| \| \| \| \| \| \| \| \| \| \| \| \| \| \| \| \| \| \| \| \| \| \| \| \| \| \| \| \| \| \| \| \| \| \| \| \| \| \| \| \| \| \| \| \| \| \| \| \| \| \| \| \| \| \| \| \| \| \| \| \| \| \| \| \| \| \| \| \| \| \| \| \| \| \| \| \| \| \| \| \| \| \| \| \| \| \| \| \| \| \| \| \| \| \| \| \| \| \| 副行长 货币稳定部门 \| 副行长 货币稳定部门 \| 副行长 货币稳定部门 \| 副行长 货币稳定部门 \| 副行长 货币稳定部门 \| 副行长 货币稳定部门 \| \| \| 副行长 监管检查部门 \| 副行长 监管检查部门 \| 副行长 监管检查部门 \| 副行长 监管检查部门 \| 副行长 监管检查部门 \| 副行长 监管检查部门 \| \| \| 副行长 资源管理部门 \| 副行长 资源管理部门 \| 副行长 资源管理部门 \| 副行长 资源管理部门 \| 副行长 资源管理部门 \| 副行长 资源管理部门 \| \| \| 综合安全工厂 \| 综合安全工厂 \| 综合安全工厂 \| 综合安全工厂 \| 综合安全工厂 \| 综合安全工厂 \| \| \| |                     |                     |  |  |                     |                     |                     |                     |                     |                     |            |            |                     |                     |                     |                     | | | | | | |              |              |              |              |  |  |
| 主席                | 阿曼多·德坦科 Amando M. Tetangco, Jr.  | 菲律宾中央银行 行长         | \| \| \| \| \| \| \| \| \| \| \| \| \| 货币委员会 \| 货币委员会 \| 货币委员会 \| 货币委员会 \| 货币委员会 \| 货币委员会 \| \| \| · 秘书处 · 特别调查办公室 · 内部审计办公室 · 综合咨询和法律服务办公室 \| · 秘书处 · 特别调查办公室 · 内部审计办公室 · 综合咨询和法律服务办公室 \| · 秘书处 · 特别调查办公室 · 内部审计办公室 · 综合咨询和法律服务办公室 \| · 秘书处 · 特别调查办公室 · 内部审计办公室 · 综合咨询和法律服务办公室 \| · 秘书处 · 特别调查办公室 · 内部审计办公室 · 综合咨询和法律服务办公室 \| · 秘书处 · 特别调查办公室 · 内部审计办公室 · 综合咨询和法律服务办公室 \| \| \| \| \| \| \| \| \| \| \| \| \| \| \| \| \| \| \| \| 货币委员会 \| 货币委员会 \| 货币委员会 \| 货币委员会 \| 货币委员会 \| 货币委员会 \| \| \| · 秘书处 · 特别调查办公室 · 内部审计办公室 · 综合咨询和法律服务办公室 \| · 秘书处 · 特别调查办公室 · 内部审计办公室 · 综合咨询和法律服务办公室 \| · 秘书处 · 特别调查办公室 · 内部审计办公室 · 综合咨询和法律服务办公室 \| · 秘书处 · 特别调查办公室 · 内部审计办公室 · 综合咨询和法律服务办公室 \| · 秘书处 · 特别调查办公室 · 内部审计办公室 · 综合咨询和法律服务办公室 \| · 秘书处 · 特别调查办公室 · 内部审计办公室 · 综合咨询和法律服务办公室 \| \| \| \| \| \| \| \| \| \| \| \| \| \| \| \| \| \| \| \| \| \| \| \| \| \| \| \| \| \| \| \| \| \| \| \| \| \| \| \| \| \| \| \| \| \| \| \| \| \| \| \| \| 行长 \| 行长 \| 行长 \| 行长 \| 行长 \| 行长 \| \| \| · 国库部 · 风险管理办公室 · 企业事务办公室 · 企业规划办公室 · 系统和方法办公室 · 央行驻反洗钱委员会专员 \| · 国库部 · 风险管理办公室 · 企业事务办公室 · 企业规划办公室 · 系统和方法办公室 · 央行驻反洗钱委员会专员 \| · 国库部 · 风险管理办公室 · 企业事务办公室 · 企业规划办公室 · 系统和方法办公室 · 央行驻反洗钱委员会专员 \| · 国库部 · 风险管理办公室 · 企业事务办公室 · 企业规划办公室 · 系统和方法办公室 · 央行驻反洗钱委员会专员 \| · 国库部 · 风险管理办公室 · 企业事务办公室 · 企业规划办公室 · 系统和方法办公室 · 央行驻反洗钱委员会专员 \| · 国库部 · 风险管理办公室 · 企业事务办公室 · 企业规划办公室 · 系统和方法办公室 · 央行驻反洗钱委员会专员 \| \| \| \| \| \| \| \| \| \| \| \| \| \| \| \| \| \| \| \| 行长 \| 行长 \| 行长 \| 行长 \| 行长 \| 行长 \| \| \| · 国库部 · 风险管理办公室 · 企业事务办公室 · 企业规划办公室 · 系统和方法办公室 · 央行驻反洗钱委员会专员 \| · 国库部 · 风险管理办公室 · 企业事务办公室 · 企业规划办公室 · 系统和方法办公室 · 央行驻反洗钱委员会专员 \| · 国库部 · 风险管理办公室 · 企业事务办公室 · 企业规划办公室 · 系统和方法办公室 · 央行驻反洗钱委员会专员 \| · 国库部 · 风险管理办公室 · 企业事务办公室 · 企业规划办公室 · 系统和方法办公室 · 央行驻反洗钱委员会专员 \| · 国库部 · 风险管理办公室 · 企业事务办公室 · 企业规划办公室 · 系统和方法办公室 · 央行驻反洗钱委员会专员 \| · 国库部 · 风险管理办公室 · 企业事务办公室 · 企业规划办公室 · 系统和方法办公室 · 央行驻反洗钱委员会专员 \| \| \| \| \| \| \| \| \| \| \| \| \| \| \| \| \| \| \| \| \| \| \| \| \| \| \| \| \| \| \| \| \| \| \| \| \| \| \| \| \| \| \| \| \| \| \| \| \| \| \| \| \| \| \| \| \| \| \| \| \| \| \| \| \| \| \| \| \| \| \| \| \| \| \| \| \| \| \| \| \| \| \| \| \| \| \| \| \| \| \| \| \| \| \| \| \| \| \| \| \| \| \| \| \| \| \| 副行长 货币稳定部门 \| 副行长 货币稳定部门 \| 副行长 货币稳定部门 \| 副行长 货币稳定部门 \| 副行长 货币稳定部门 \| 副行长 货币稳定部门 \| \| \| 副行长 监管检查部门 \| 副行长 监管检查部门 \| 副行长 监管检查部门 \| 副行长 监管检查部门 \| 副行长 监管检查部门 \| 副行长 监管检查部门 \| \| \| 副行长 资源管理部门 \| 副行长 资源管理部门 \| 副行长 资源管理部门 \| 副行长 资源管理部门 \| 副行长 资源管理部门 \| 副行长 资源管理部门 \| \| \| 综合安全工厂 \| 综合安全工厂 \| 综合安全工厂 \| 综合安全工厂 \| 综合安全工厂 \| 综合安全工厂 \| \| \| |                     |                     |  |  |                     |                     |                     |                     |                     |                     |            |            |                     |                     |                     |                     | | | | | | |              |              |              |              |  |  |
| 成员                | 塞萨尔·普里斯玛 Cesar V. Purisima      | 内阁驻行委员 菲律宾财政部长 | \| \| \| \| \| \| \| \| \| \| \| \| \| 货币委员会 \| 货币委员会 \| 货币委员会 \| 货币委员会 \| 货币委员会 \| 货币委员会 \| \| \| · 秘书处 · 特别调查办公室 · 内部审计办公室 · 综合咨询和法律服务办公室 \| · 秘书处 · 特别调查办公室 · 内部审计办公室 · 综合咨询和法律服务办公室 \| · 秘书处 · 特别调查办公室 · 内部审计办公室 · 综合咨询和法律服务办公室 \| · 秘书处 · 特别调查办公室 · 内部审计办公室 · 综合咨询和法律服务办公室 \| · 秘书处 · 特别调查办公室 · 内部审计办公室 · 综合咨询和法律服务办公室 \| · 秘书处 · 特别调查办公室 · 内部审计办公室 · 综合咨询和法律服务办公室 \| \| \| \| \| \| \| \| \| \| \| \| \| \| \| \| \| \| \| \| 货币委员会 \| 货币委员会 \| 货币委员会 \| 货币委员会 \| 货币委员会 \| 货币委员会 \| \| \| · 秘书处 · 特别调查办公室 · 内部审计办公室 · 综合咨询和法律服务办公室 \| · 秘书处 · 特别调查办公室 · 内部审计办公室 · 综合咨询和法律服务办公室 \| · 秘书处 · 特别调查办公室 · 内部审计办公室 · 综合咨询和法律服务办公室 \| · 秘书处 · 特别调查办公室 · 内部审计办公室 · 综合咨询和法律服务办公室 \| · 秘书处 · 特别调查办公室 · 内部审计办公室 · 综合咨询和法律服务办公室 \| · 秘书处 · 特别调查办公室 · 内部审计办公室 · 综合咨询和法律服务办公室 \| \| \| \| \| \| \| \| \| \| \| \| \| \| \| \| \| \| \| \| \| \| \| \| \| \| \| \| \| \| \| \| \| \| \| \| \| \| \| \| \| \| \| \| \| \| \| \| \| \| \| \| \| 行长 \| 行长 \| 行长 \| 行长 \| 行长 \| 行长 \| \| \| · 国库部 · 风险管理办公室 · 企业事务办公室 · 企业规划办公室 · 系统和方法办公室 · 央行驻反洗钱委员会专员 \| · 国库部 · 风险管理办公室 · 企业事务办公室 · 企业规划办公室 · 系统和方法办公室 · 央行驻反洗钱委员会专员 \| · 国库部 · 风险管理办公室 · 企业事务办公室 · 企业规划办公室 · 系统和方法办公室 · 央行驻反洗钱委员会专员 \| · 国库部 · 风险管理办公室 · 企业事务办公室 · 企业规划办公室 · 系统和方法办公室 · 央行驻反洗钱委员会专员 \| · 国库部 · 风险管理办公室 · 企业事务办公室 · 企业规划办公室 · 系统和方法办公室 · 央行驻反洗钱委员会专员 \| · 国库部 · 风险管理办公室 · 企业事务办公室 · 企业规划办公室 · 系统和方法办公室 · 央行驻反洗钱委员会专员 \| \| \| \| \| \| \| \| \| \| \| \| \| \| \| \| \| \| \| \| 行长 \| 行长 \| 行长 \| 行长 \| 行长 \| 行长 \| \| \| · 国库部 · 风险管理办公室 · 企业事务办公室 · 企业规划办公室 · 系统和方法办公室 · 央行驻反洗钱委员会专员 \| · 国库部 · 风险管理办公室 · 企业事务办公室 · 企业规划办公室 · 系统和方法办公室 · 央行驻反洗钱委员会专员 \| · 国库部 · 风险管理办公室 · 企业事务办公室 · 企业规划办公室 · 系统和方法办公室 · 央行驻反洗钱委员会专员 \| · 国库部 · 风险管理办公室 · 企业事务办公室 · 企业规划办公室 · 系统和方法办公室 · 央行驻反洗钱委员会专员 \| · 国库部 · 风险管理办公室 · 企业事务办公室 · 企业规划办公室 · 系统和方法办公室 · 央行驻反洗钱委员会专员 \| · 国库部 · 风险管理办公室 · 企业事务办公室 · 企业规划办公室 · 系统和方法办公室 · 央行驻反洗钱委员会专员 \| \| \| \| \| \| \| \| \| \| \| \| \| \| \| \| \| \| \| \| \| \| \| \| \| \| \| \| \| \| \| \| \| \| \| \| \| \| \| \| \| \| \| \| \| \| \| \| \| \| \| \| \| \| \| \| \| \| \| \| \| \| \| \| \| \| \| \| \| \| \| \| \| \| \| \| \| \| \| \| \| \| \| \| \| \| \| \| \| \| \| \| \| \| \| \| \| \| \| \| \| \| \| \| \| \| \| 副行长 货币稳定部门 \| 副行长 货币稳定部门 \| 副行长 货币稳定部门 \| 副行长 货币稳定部门 \| 副行长 货币稳定部门 \| 副行长 货币稳定部门 \| \| \| 副行长 监管检查部门 \| 副行长 监管检查部门 \| 副行长 监管检查部门 \| 副行长 监管检查部门 \| 副行长 监管检查部门 \| 副行长 监管检查部门 \| \| \| 副行长 资源管理部门 \| 副行长 资源管理部门 \| 副行长 资源管理部门 \| 副行长 资源管理部门 \| 副行长 资源管理部门 \| 副行长 资源管理部门 \| \| \| 综合安全工厂 \| 综合安全工厂 \| 综合安全工厂 \| 综合安全工厂 \| 综合安全工厂 \| 综合安全工厂 \| \| \| |                     |                     |  |  |                     |                     |                     |                     |                     |                     |            |            |                     |                     |                     |                     | | | | | | |              |              |              |              |  |  |
| 成员                | 阿尔弗雷多·安东尼奥 Alfredo C. Antonio | 私营部门全职委员            | \| \| \| \| \| \| \| \| \| \| \| \| \| 货币委员会 \| 货币委员会 \| 货币委员会 \| 货币委员会 \| 货币委员会 \| 货币委员会 \| \| \| · 秘书处 · 特别调查办公室 · 内部审计办公室 · 综合咨询和法律服务办公室 \| · 秘书处 · 特别调查办公室 · 内部审计办公室 · 综合咨询和法律服务办公室 \| · 秘书处 · 特别调查办公室 · 内部审计办公室 · 综合咨询和法律服务办公室 \| · 秘书处 · 特别调查办公室 · 内部审计办公室 · 综合咨询和法律服务办公室 \| · 秘书处 · 特别调查办公室 · 内部审计办公室 · 综合咨询和法律服务办公室 \| · 秘书处 · 特别调查办公室 · 内部审计办公室 · 综合咨询和法律服务办公室 \| \| \| \| \| \| \| \| \| \| \| \| \| \| \| \| \| \| \| \| 货币委员会 \| 货币委员会 \| 货币委员会 \| 货币委员会 \| 货币委员会 \| 货币委员会 \| \| \| · 秘书处 · 特别调查办公室 · 内部审计办公室 · 综合咨询和法律服务办公室 \| · 秘书处 · 特别调查办公室 · 内部审计办公室 · 综合咨询和法律服务办公室 \| · 秘书处 · 特别调查办公室 · 内部审计办公室 · 综合咨询和法律服务办公室 \| · 秘书处 · 特别调查办公室 · 内部审计办公室 · 综合咨询和法律服务办公室 \| · 秘书处 · 特别调查办公室 · 内部审计办公室 · 综合咨询和法律服务办公室 \| · 秘书处 · 特别调查办公室 · 内部审计办公室 · 综合咨询和法律服务办公室 \| \| \| \| \| \| \| \| \| \| \| \| \| \| \| \| \| \| \| \| \| \| \| \| \| \| \| \| \| \| \| \| \| \| \| \| \| \| \| \| \| \| \| \| \| \| \| \| \| \| \| \| \| 行长 \| 行长 \| 行长 \| 行长 \| 行长 \| 行长 \| \| \| · 国库部 · 风险管理办公室 · 企业事务办公室 · 企业规划办公室 · 系统和方法办公室 · 央行驻反洗钱委员会专员 \| · 国库部 · 风险管理办公室 · 企业事务办公室 · 企业规划办公室 · 系统和方法办公室 · 央行驻反洗钱委员会专员 \| · 国库部 · 风险管理办公室 · 企业事务办公室 · 企业规划办公室 · 系统和方法办公室 · 央行驻反洗钱委员会专员 \| · 国库部 · 风险管理办公室 · 企业事务办公室 · 企业规划办公室 · 系统和方法办公室 · 央行驻反洗钱委员会专员 \| · 国库部 · 风险管理办公室 · 企业事务办公室 · 企业规划办公室 · 系统和方法办公室 · 央行驻反洗钱委员会专员 \| · 国库部 · 风险管理办公室 · 企业事务办公室 · 企业规划办公室 · 系统和方法办公室 · 央行驻反洗钱委员会专员 \| \| \| \| \| \| \| \| \| \| \| \| \| \| \| \| \| \| \| \| 行长 \| 行长 \| 行长 \| 行长 \| 行长 \| 行长 \| \| \| · 国库部 · 风险管理办公室 · 企业事务办公室 · 企业规划办公室 · 系统和方法办公室 · 央行驻反洗钱委员会专员 \| · 国库部 · 风险管理办公室 · 企业事务办公室 · 企业规划办公室 · 系统和方法办公室 · 央行驻反洗钱委员会专员 \| · 国库部 · 风险管理办公室 · 企业事务办公室 · 企业规划办公室 · 系统和方法办公室 · 央行驻反洗钱委员会专员 \| · 国库部 · 风险管理办公室 · 企业事务办公室 · 企业规划办公室 · 系统和方法办公室 · 央行驻反洗钱委员会专员 \| · 国库部 · 风险管理办公室 · 企业事务办公室 · 企业规划办公室 · 系统和方法办公室 · 央行驻反洗钱委员会专员 \| · 国库部 · 风险管理办公室 · 企业事务办公室 · 企业规划办公室 · 系统和方法办公室 · 央行驻反洗钱委员会专员 \| \| \| \| \| \| \| \| \| \| \| \| \| \| \| \| \| \| \| \| \| \| \| \| \| \| \| \| \| \| \| \| \| \| \| \| \| \| \| \| \| \| \| \| \| \| \| \| \| \| \| \| \| \| \| \| \| \| \| \| \| \| \| \| \| \| \| \| \| \| \| \| \| \| \| \| \| \| \| \| \| \| \| \| \| \| \| \| \| \| \| \| \| \| \| \| \| \| \| \| \| \| \| \| \| \| \| 副行长 货币稳定部门 \| 副行长 货币稳定部门 \| 副行长 货币稳定部门 \| 副行长 货币稳定部门 \| 副行长 货币稳定部门 \| 副行长 货币稳定部门 \| \| \| 副行长 监管检查部门 \| 副行长 监管检查部门 \| 副行长 监管检查部门 \| 副行长 监管检查部门 \| 副行长 监管检查部门 \| 副行长 监管检查部门 \| \| \| 副行长 资源管理部门 \| 副行长 资源管理部门 \| 副行长 资源管理部门 \| 副行长 资源管理部门 \| 副行长 资源管理部门 \| 副行长 资源管理部门 \| \| \| 综合安全工厂 \| 综合安全工厂 \| 综合安全工厂 \| 综合安全工厂 \| 综合安全工厂 \| 综合安全工厂 \| \| \| |                     |                     |  |  |                     |                     |                     |                     |                     |                     |            |            |                     |                     |                     |                     | | | | | | |              |              |              |              |  |  |
| 成员                | 菲利普·马达拉 Felipe M. Medalla        | 私营部门全职委员            | \| \| \| \| \| \| \| \| \| \| \| \| \| 货币委员会 \| 货币委员会 \| 货币委员会 \| 货币委员会 \| 货币委员会 \| 货币委员会 \| \| \| · 秘书处 · 特别调查办公室 · 内部审计办公室 · 综合咨询和法律服务办公室 \| · 秘书处 · 特别调查办公室 · 内部审计办公室 · 综合咨询和法律服务办公室 \| · 秘书处 · 特别调查办公室 · 内部审计办公室 · 综合咨询和法律服务办公室 \| · 秘书处 · 特别调查办公室 · 内部审计办公室 · 综合咨询和法律服务办公室 \| · 秘书处 · 特别调查办公室 · 内部审计办公室 · 综合咨询和法律服务办公室 \| · 秘书处 · 特别调查办公室 · 内部审计办公室 · 综合咨询和法律服务办公室 \| \| \| \| \| \| \| \| \| \| \| \| \| \| \| \| \| \| \| \| 货币委员会 \| 货币委员会 \| 货币委员会 \| 货币委员会 \| 货币委员会 \| 货币委员会 \| \| \| · 秘书处 · 特别调查办公室 · 内部审计办公室 · 综合咨询和法律服务办公室 \| · 秘书处 · 特别调查办公室 · 内部审计办公室 · 综合咨询和法律服务办公室 \| · 秘书处 · 特别调查办公室 · 内部审计办公室 · 综合咨询和法律服务办公室 \| · 秘书处 · 特别调查办公室 · 内部审计办公室 · 综合咨询和法律服务办公室 \| · 秘书处 · 特别调查办公室 · 内部审计办公室 · 综合咨询和法律服务办公室 \| · 秘书处 · 特别调查办公室 · 内部审计办公室 · 综合咨询和法律服务办公室 \| \| \| \| \| \| \| \| \| \| \| \| \| \| \| \| \| \| \| \| \| \| \| \| \| \| \| \| \| \| \| \| \| \| \| \| \| \| \| \| \| \| \| \| \| \| \| \| \| \| \| \| \| 行长 \| 行长 \| 行长 \| 行长 \| 行长 \| 行长 \| \| \| · 国库部 · 风险管理办公室 · 企业事务办公室 · 企业规划办公室 · 系统和方法办公室 · 央行驻反洗钱委员会专员 \| · 国库部 · 风险管理办公室 · 企业事务办公室 · 企业规划办公室 · 系统和方法办公室 · 央行驻反洗钱委员会专员 \| · 国库部 · 风险管理办公室 · 企业事务办公室 · 企业规划办公室 · 系统和方法办公室 · 央行驻反洗钱委员会专员 \| · 国库部 · 风险管理办公室 · 企业事务办公室 · 企业规划办公室 · 系统和方法办公室 · 央行驻反洗钱委员会专员 \| · 国库部 · 风险管理办公室 · 企业事务办公室 · 企业规划办公室 · 系统和方法办公室 · 央行驻反洗钱委员会专员 \| · 国库部 · 风险管理办公室 · 企业事务办公室 · 企业规划办公室 · 系统和方法办公室 · 央行驻反洗钱委员会专员 \| \| \| \| \| \| \| \| \| \| \| \| \| \| \| \| \| \| \| \| 行长 \| 行长 \| 行长 \| 行长 \| 行长 \| 行长 \| \| \| · 国库部 · 风险管理办公室 · 企业事务办公室 · 企业规划办公室 · 系统和方法办公室 · 央行驻反洗钱委员会专员 \| · 国库部 · 风险管理办公室 · 企业事务办公室 · 企业规划办公室 · 系统和方法办公室 · 央行驻反洗钱委员会专员 \| · 国库部 · 风险管理办公室 · 企业事务办公室 · 企业规划办公室 · 系统和方法办公室 · 央行驻反洗钱委员会专员 \| · 国库部 · 风险管理办公室 · 企业事务办公室 · 企业规划办公室 · 系统和方法办公室 · 央行驻反洗钱委员会专员 \| · 国库部 · 风险管理办公室 · 企业事务办公室 · 企业规划办公室 · 系统和方法办公室 · 央行驻反洗钱委员会专员 \| · 国库部 · 风险管理办公室 · 企业事务办公室 · 企业规划办公室 · 系统和方法办公室 · 央行驻反洗钱委员会专员 \| \| \| \| \| \| \| \| \| \| \| \| \| \| \| \| \| \| \| \| \| \| \| \| \| \| \| \| \| \| \| \| \| \| \| \| \| \| \| \| \| \| \| \| \| \| \| \| \| \| \| \| \| \| \| \| \| \| \| \| \| \| \| \| \| \| \| \| \| \| \| \| \| \| \| \| \| \| \| \| \| \| \| \| \| \| \| \| \| \| \| \| \| \| \| \| \| \| \| \| \| \| \| \| \| \| \| 副行长 货币稳定部门 \| 副行长 货币稳定部门 \| 副行长 货币稳定部门 \| 副行长 货币稳定部门 \| 副行长 货币稳定部门 \| 副行长 货币稳定部门 \| \| \| 副行长 监管检查部门 \| 副行长 监管检查部门 \| 副行长 监管检查部门 \| 副行长 监管检查部门 \| 副行长 监管检查部门 \| 副行长 监管检查部门 \| \| \| 副行长 资源管理部门 \| 副行长 资源管理部门 \| 副行长 资源管理部门 \| 副行长 资源管理部门 \| 副行长 资源管理部门 \| 副行长 资源管理部门 \| \| \| 综合安全工厂 \| 综合安全工厂 \| 综合安全工厂 \| 综合安全工厂 \| 综合安全工厂 \| 综合安全工厂 \| \| \| |                     |                     |  |  |                     |                     |                     |                     |                     |                     |            |            |                     |                     |                     |                     | | | | | | |              |              |              |              |  |  |
| 成员                | 瓦伦丁·亚诺内塔 Valentin A. Araneta    | 私营部门全职委员            | \| \| \| \| \| \| \| \| \| \| \| \| \| 货币委员会 \| 货币委员会 \| 货币委员会 \| 货币委员会 \| 货币委员会 \| 货币委员会 \| \| \| · 秘书处 · 特别调查办公室 · 内部审计办公室 · 综合咨询和法律服务办公室 \| · 秘书处 · 特别调查办公室 · 内部审计办公室 · 综合咨询和法律服务办公室 \| · 秘书处 · 特别调查办公室 · 内部审计办公室 · 综合咨询和法律服务办公室 \| · 秘书处 · 特别调查办公室 · 内部审计办公室 · 综合咨询和法律服务办公室 \| · 秘书处 · 特别调查办公室 · 内部审计办公室 · 综合咨询和法律服务办公室 \| · 秘书处 · 特别调查办公室 · 内部审计办公室 · 综合咨询和法律服务办公室 \| \| \| \| \| \| \| \| \| \| \| \| \| \| \| \| \| \| \| \| 货币委员会 \| 货币委员会 \| 货币委员会 \| 货币委员会 \| 货币委员会 \| 货币委员会 \| \| \| · 秘书处 · 特别调查办公室 · 内部审计办公室 · 综合咨询和法律服务办公室 \| · 秘书处 · 特别调查办公室 · 内部审计办公室 · 综合咨询和法律服务办公室 \| · 秘书处 · 特别调查办公室 · 内部审计办公室 · 综合咨询和法律服务办公室 \| · 秘书处 · 特别调查办公室 · 内部审计办公室 · 综合咨询和法律服务办公室 \| · 秘书处 · 特别调查办公室 · 内部审计办公室 · 综合咨询和法律服务办公室 \| · 秘书处 · 特别调查办公室 · 内部审计办公室 · 综合咨询和法律服务办公室 \| \| \| \| \| \| \| \| \| \| \| \| \| \| \| \| \| \| \| \| \| \| \| \| \| \| \| \| \| \| \| \| \| \| \| \| \| \| \| \| \| \| \| \| \| \| \| \| \| \| \| \| \| 行长 \| 行长 \| 行长 \| 行长 \| 行长 \| 行长 \| \| \| · 国库部 · 风险管理办公室 · 企业事务办公室 · 企业规划办公室 · 系统和方法办公室 · 央行驻反洗钱委员会专员 \| · 国库部 · 风险管理办公室 · 企业事务办公室 · 企业规划办公室 · 系统和方法办公室 · 央行驻反洗钱委员会专员 \| · 国库部 · 风险管理办公室 · 企业事务办公室 · 企业规划办公室 · 系统和方法办公室 · 央行驻反洗钱委员会专员 \| · 国库部 · 风险管理办公室 · 企业事务办公室 · 企业规划办公室 · 系统和方法办公室 · 央行驻反洗钱委员会专员 \| · 国库部 · 风险管理办公室 · 企业事务办公室 · 企业规划办公室 · 系统和方法办公室 · 央行驻反洗钱委员会专员 \| · 国库部 · 风险管理办公室 · 企业事务办公室 · 企业规划办公室 · 系统和方法办公室 · 央行驻反洗钱委员会专员 \| \| \| \| \| \| \| \| \| \| \| \| \| \| \| \| \| \| \| \| 行长 \| 行长 \| 行长 \| 行长 \| 行长 \| 行长 \| \| \| · 国库部 · 风险管理办公室 · 企业事务办公室 · 企业规划办公室 · 系统和方法办公室 · 央行驻反洗钱委员会专员 \| · 国库部 · 风险管理办公室 · 企业事务办公室 · 企业规划办公室 · 系统和方法办公室 · 央行驻反洗钱委员会专员 \| · 国库部 · 风险管理办公室 · 企业事务办公室 · 企业规划办公室 · 系统和方法办公室 · 央行驻反洗钱委员会专员 \| · 国库部 · 风险管理办公室 · 企业事务办公室 · 企业规划办公室 · 系统和方法办公室 · 央行驻反洗钱委员会专员 \| · 国库部 · 风险管理办公室 · 企业事务办公室 · 企业规划办公室 · 系统和方法办公室 · 央行驻反洗钱委员会专员 \| · 国库部 · 风险管理办公室 · 企业事务办公室 · 企业规划办公室 · 系统和方法办公室 · 央行驻反洗钱委员会专员 \| \| \| \| \| \| \| \| \| \| \| \| \| \| \| \| \| \| \| \| \| \| \| \| \| \| \| \| \| \| \| \| \| \| \| \| \| \| \| \| \| \| \| \| \| \| \| \| \| \| \| \| \| \| \| \| \| \| \| \| \| \| \| \| \| \| \| \| \| \| \| \| \| \| \| \| \| \| \| \| \| \| \| \| \| \| \| \| \| \| \| \| \| \| \| \| \| \| \| \| \| \| \| \| \| \| \| 副行长 货币稳定部门 \| 副行长 货币稳定部门 \| 副行长 货币稳定部门 \| 副行长 货币稳定部门 \| 副行长 货币稳定部门 \| 副行长 货币稳定部门 \| \| \| 副行长 监管检查部门 \| 副行长 监管检查部门 \| 副行长 监管检查部门 \| 副行长 监管检查部门 \| 副行长 监管检查部门 \| 副行长 监管检查部门 \| \| \| 副行长 资源管理部门 \| 副行长 资源管理部门 \| 副行长 资源管理部门 \| 副行长 资源管理部门 \| 副行长 资源管理部门 \| 副行长 资源管理部门 \| \| \| 综合安全工厂 \| 综合安全工厂 \| 综合安全工厂 \| 综合安全工厂 \| 综合安全工厂 \| 综合安全工厂 \| \| \| |                     |                     |  |  |                     |                     |                     |                     |                     |                     |            |            |                     |                     |                     |                     | | | | | | |              |              |              |              |  |  |
| 成员                | 胡安·苏尼加 Juan D. De Zuñiga, Jr.     | 私营部门全职委员            | \| \| \| \| \| \| \| \| \| \| \| \| \| 货币委员会 \| 货币委员会 \| 货币委员会 \| 货币委员会 \| 货币委员会 \| 货币委员会 \| \| \| · 秘书处 · 特别调查办公室 · 内部审计办公室 · 综合咨询和法律服务办公室 \| · 秘书处 · 特别调查办公室 · 内部审计办公室 · 综合咨询和法律服务办公室 \| · 秘书处 · 特别调查办公室 · 内部审计办公室 · 综合咨询和法律服务办公室 \| · 秘书处 · 特别调查办公室 · 内部审计办公室 · 综合咨询和法律服务办公室 \| · 秘书处 · 特别调查办公室 · 内部审计办公室 · 综合咨询和法律服务办公室 \| · 秘书处 · 特别调查办公室 · 内部审计办公室 · 综合咨询和法律服务办公室 \| \| \| \| \| \| \| \| \| \| \| \| \| \| \| \| \| \| \| \| 货币委员会 \| 货币委员会 \| 货币委员会 \| 货币委员会 \| 货币委员会 \| 货币委员会 \| \| \| · 秘书处 · 特别调查办公室 · 内部审计办公室 · 综合咨询和法律服务办公室 \| · 秘书处 · 特别调查办公室 · 内部审计办公室 · 综合咨询和法律服务办公室 \| · 秘书处 · 特别调查办公室 · 内部审计办公室 · 综合咨询和法律服务办公室 \| · 秘书处 · 特别调查办公室 · 内部审计办公室 · 综合咨询和法律服务办公室 \| · 秘书处 · 特别调查办公室 · 内部审计办公室 · 综合咨询和法律服务办公室 \| · 秘书处 · 特别调查办公室 · 内部审计办公室 · 综合咨询和法律服务办公室 \| \| \| \| \| \| \| \| \| \| \| \| \| \| \| \| \| \| \| \| \| \| \| \| \| \| \| \| \| \| \| \| \| \| \| \| \| \| \| \| \| \| \| \| \| \| \| \| \| \| \| \| \| 行长 \| 行长 \| 行长 \| 行长 \| 行长 \| 行长 \| \| \| · 国库部 · 风险管理办公室 · 企业事务办公室 · 企业规划办公室 · 系统和方法办公室 · 央行驻反洗钱委员会专员 \| · 国库部 · 风险管理办公室 · 企业事务办公室 · 企业规划办公室 · 系统和方法办公室 · 央行驻反洗钱委员会专员 \| · 国库部 · 风险管理办公室 · 企业事务办公室 · 企业规划办公室 · 系统和方法办公室 · 央行驻反洗钱委员会专员 \| · 国库部 · 风险管理办公室 · 企业事务办公室 · 企业规划办公室 · 系统和方法办公室 · 央行驻反洗钱委员会专员 \| · 国库部 · 风险管理办公室 · 企业事务办公室 · 企业规划办公室 · 系统和方法办公室 · 央行驻反洗钱委员会专员 \| · 国库部 · 风险管理办公室 · 企业事务办公室 · 企业规划办公室 · 系统和方法办公室 · 央行驻反洗钱委员会专员 \| \| \| \| \| \| \| \| \| \| \| \| \| \| \| \| \| \| \| \| 行长 \| 行长 \| 行长 \| 行长 \| 行长 \| 行长 \| \| \| · 国库部 · 风险管理办公室 · 企业事务办公室 · 企业规划办公室 · 系统和方法办公室 · 央行驻反洗钱委员会专员 \| · 国库部 · 风险管理办公室 · 企业事务办公室 · 企业规划办公室 · 系统和方法办公室 · 央行驻反洗钱委员会专员 \| · 国库部 · 风险管理办公室 · 企业事务办公室 · 企业规划办公室 · 系统和方法办公室 · 央行驻反洗钱委员会专员 \| · 国库部 · 风险管理办公室 · 企业事务办公室 · 企业规划办公室 · 系统和方法办公室 · 央行驻反洗钱委员会专员 \| · 国库部 · 风险管理办公室 · 企业事务办公室 · 企业规划办公室 · 系统和方法办公室 · 央行驻反洗钱委员会专员 \| · 国库部 · 风险管理办公室 · 企业事务办公室 · 企业规划办公室 · 系统和方法办公室 · 央行驻反洗钱委员会专员 \| \| \| \| \| \| \| \| \| \| \| \| \| \| \| \| \| \| \| \| \| \| \| \| \| \| \| \| \| \| \| \| \| \| \| \| \| \| \| \| \| \| \| \| \| \| \| \| \| \| \| \| \| \| \| \| \| \| \| \| \| \| \| \| \| \| \| \| \| \| \| \| \| \| \| \| \| \| \| \| \| \| \| \| \| \| \| \| \| \| \| \| \| \| \| \| \| \| \| \| \| \| \| \| \| \| \| 副行长 货币稳定部门 \| 副行长 货币稳定部门 \| 副行长 货币稳定部门 \| 副行长 货币稳定部门 \| 副行长 货币稳定部门 \| 副行长 货币稳定部门 \| \| \| 副行长 监管检查部门 \| 副行长 监管检查部门 \| 副行长 监管检查部门 \| 副行长 监管检查部门 \| 副行长 监管检查部门 \| 副行长 监管检查部门 \| \| \| 副行长 资源管理部门 \| 副行长 资源管理部门 \| 副行长 资源管理部门 \| 副行长 资源管理部门 \| 副行长 资源管理部门 \| 副行长 资源管理部门 \| \| \| 综合安全工厂 \| 综合安全工厂 \| 综合安全工厂 \| 综合安全工厂 \| 综合安全工厂 \| 综合安全工厂 \| \| \| |                     |                     |  |  |                     |                     |                     |                     |                     |                     |            |            |                     |                     |                     |                     | | | | | | |              |              |              |              |  |  |
| 成员                | 阿曼多·苏拉托斯 Armando L. Suratos     | 私营部门全职委员            | \| \| \| \| \| \| \| \| \| \| \| \| \| 货币委员会 \| 货币委员会 \| 货币委员会 \| 货币委员会 \| 货币委员会 \| 货币委员会 \| \| \| · 秘书处 · 特别调查办公室 · 内部审计办公室 · 综合咨询和法律服务办公室 \| · 秘书处 · 特别调查办公室 · 内部审计办公室 · 综合咨询和法律服务办公室 \| · 秘书处 · 特别调查办公室 · 内部审计办公室 · 综合咨询和法律服务办公室 \| · 秘书处 · 特别调查办公室 · 内部审计办公室 · 综合咨询和法律服务办公室 \| · 秘书处 · 特别调查办公室 · 内部审计办公室 · 综合咨询和法律服务办公室 \| · 秘书处 · 特别调查办公室 · 内部审计办公室 · 综合咨询和法律服务办公室 \| \| \| \| \| \| \| \| \| \| \| \| \| \| \| \| \| \| \| \| 货币委员会 \| 货币委员会 \| 货币委员会 \| 货币委员会 \| 货币委员会 \| 货币委员会 \| \| \| · 秘书处 · 特别调查办公室 · 内部审计办公室 · 综合咨询和法律服务办公室 \| · 秘书处 · 特别调查办公室 · 内部审计办公室 · 综合咨询和法律服务办公室 \| · 秘书处 · 特别调查办公室 · 内部审计办公室 · 综合咨询和法律服务办公室 \| · 秘书处 · 特别调查办公室 · 内部审计办公室 · 综合咨询和法律服务办公室 \| · 秘书处 · 特别调查办公室 · 内部审计办公室 · 综合咨询和法律服务办公室 \| · 秘书处 · 特别调查办公室 · 内部审计办公室 · 综合咨询和法律服务办公室 \| \| \| \| \| \| \| \| \| \| \| \| \| \| \| \| \| \| \| \| \| \| \| \| \| \| \| \| \| \| \| \| \| \| \| \| \| \| \| \| \| \| \| \| \| \| \| \| \| \| \| \| \| 行长 \| 行长 \| 行长 \| 行长 \| 行长 \| 行长 \| \| \| · 国库部 · 风险管理办公室 · 企业事务办公室 · 企业规划办公室 · 系统和方法办公室 · 央行驻反洗钱委员会专员 \| · 国库部 · 风险管理办公室 · 企业事务办公室 · 企业规划办公室 · 系统和方法办公室 · 央行驻反洗钱委员会专员 \| · 国库部 · 风险管理办公室 · 企业事务办公室 · 企业规划办公室 · 系统和方法办公室 · 央行驻反洗钱委员会专员 \| · 国库部 · 风险管理办公室 · 企业事务办公室 · 企业规划办公室 · 系统和方法办公室 · 央行驻反洗钱委员会专员 \| · 国库部 · 风险管理办公室 · 企业事务办公室 · 企业规划办公室 · 系统和方法办公室 · 央行驻反洗钱委员会专员 \| · 国库部 · 风险管理办公室 · 企业事务办公室 · 企业规划办公室 · 系统和方法办公室 · 央行驻反洗钱委员会专员 \| \| \| \| \| \| \| \| \| \| \| \| \| \| \| \| \| \| \| \| 行长 \| 行长 \| 行长 \| 行长 \| 行长 \| 行长 \| \| \| · 国库部 · 风险管理办公室 · 企业事务办公室 · 企业规划办公室 · 系统和方法办公室 · 央行驻反洗钱委员会专员 \| · 国库部 · 风险管理办公室 · 企业事务办公室 · 企业规划办公室 · 系统和方法办公室 · 央行驻反洗钱委员会专员 \| · 国库部 · 风险管理办公室 · 企业事务办公室 · 企业规划办公室 · 系统和方法办公室 · 央行驻反洗钱委员会专员 \| · 国库部 · 风险管理办公室 · 企业事务办公室 · 企业规划办公室 · 系统和方法办公室 · 央行驻反洗钱委员会专员 \| · 国库部 · 风险管理办公室 · 企业事务办公室 · 企业规划办公室 · 系统和方法办公室 · 央行驻反洗钱委员会专员 \| · 国库部 · 风险管理办公室 · 企业事务办公室 · 企业规划办公室 · 系统和方法办公室 · 央行驻反洗钱委员会专员 \| \| \| \| \| \| \| \| \| \| \| \| \| \| \| \| \| \| \| \| \| \| \| \| \| \| \| \| \| \| \| \| \| \| \| \| \| \| \| \| \| \| \| \| \| \| \| \| \| \| \| \| \| \| \| \| \| \| \| \| \| \| \| \| \| \| \| \| \| \| \| \| \| \| \| \| \| \| \| \| \| \| \| \| \| \| \| \| \| \| \| \| \| \| \| \| \| \| \| \| \| \| \| \| \| \| \| 副行长 货币稳定部门 \| 副行长 货币稳定部门 \| 副行长 货币稳定部门 \| 副行长 货币稳定部门 \| 副行长 货币稳定部门 \| 副行长 货币稳定部门 \| \| \| 副行长 监管检查部门 \| 副行长 监管检查部门 \| 副行长 监管检查部门 \| 副行长 监管检查部门 \| 副行长 监管检查部门 \| 副行长 监管检查部门 \| \| \| 副行长 资源管理部门 \| 副行长 资源管理部门 \| 副行长 资源管理部门 \| 副行长 资源管理部门 \| 副行长 资源管理部门 \| 副行长 资源管理部门 \| \| \| 综合安全工厂 \| 综合安全工厂 \| 综合安全工厂 \| 综合安全工厂 \| 综合安全工厂 \| 综合安全工厂 \| \| \| |                     |                     |  |  |                     |                     |                     |                     |                     |                     |            |            |                     |                     |                     |                     | | | | | | |              |              |              |              |  |  |
|                     |                                        |                             | |                     |                     |  |  |                     |                     |                     |                     | 货币委员会          | 货币委员会          | 货币委员会 | 货币委员会 | 货币委员会          | 货币委员会          |                     |                     | · 秘书处 · 特别调查办公室 · 内部审计办公室 · 综合咨询和法律服务办公室                                   | · 秘书处 · 特别调查办公室 · 内部审计办公室 · 综合咨询和法律服务办公室                                   | · 秘书处 · 特别调查办公室 · 内部审计办公室 · 综合咨询和法律服务办公室                                   | · 秘书处 · 特别调查办公室 · 内部审计办公室 · 综合咨询和法律服务办公室                                   | · 秘书处 · 特别调查办公室 · 内部审计办公室 · 综合咨询和法律服务办公室                                   | · 秘书处 · 特别调查办公室 · 内部审计办公室 · 综合咨询和法律服务办公室                                   |              |              |              |              |  |  |
|                     |                                        |                             | |                     |                     |  |  |                     |                     |                     |                     | 货币委员会          | 货币委员会          | 货币委员会 | 货币委员会 | 货币委员会          | 货币委员会          |                     |                     | · 秘书处 · 特别调查办公室 · 内部审计办公室 · 综合咨询和法律服务办公室                                   | · 秘书处 · 特别调查办公室 · 内部审计办公室 · 综合咨询和法律服务办公室                                   | · 秘书处 · 特别调查办公室 · 内部审计办公室 · 综合咨询和法律服务办公室                                   | · 秘书处 · 特别调查办公室 · 内部审计办公室 · 综合咨询和法律服务办公室                                   | · 秘书处 · 特别调查办公室 · 内部审计办公室 · 综合咨询和法律服务办公室                                   | · 秘书处 · 特别调查办公室 · 内部审计办公室 · 综合咨询和法律服务办公室                                   |              |              |              |              |  |  |
|                     |                                        |                             | |                     |                     |  |  |                     |                     |                     |                     |                     |                     |            |            |                     |                     |                     |                     | | | | | | |              |              |              |              |  |  |
|                     |                                        |                             | |                     |                     |  |  |                     |                     |                     |                     | 行长                | 行长                | 行长       | 行长       | 行长                | 行长                |                     |                     | · 国库部 · 风险管理办公室 · 企业事务办公室 · 企业规划办公室 · 系统和方法办公室 · 央行驻反洗钱委员会专员 | · 国库部 · 风险管理办公室 · 企业事务办公室 · 企业规划办公室 · 系统和方法办公室 · 央行驻反洗钱委员会专员 | · 国库部 · 风险管理办公室 · 企业事务办公室 · 企业规划办公室 · 系统和方法办公室 · 央行驻反洗钱委员会专员 | · 国库部 · 风险管理办公室 · 企业事务办公室 · 企业规划办公室 · 系统和方法办公室 · 央行驻反洗钱委员会专员 | · 国库部 · 风险管理办公室 · 企业事务办公室 · 企业规划办公室 · 系统和方法办公室 · 央行驻反洗钱委员会专员 | · 国库部 · 风险管理办公室 · 企业事务办公室 · 企业规划办公室 · 系统和方法办公室 · 央行驻反洗钱委员会专员 |              |              |              |              |  |  |
|                     |                                        |                             | |                     |                     |  |  |                     |                     |                     |                     | 行长                | 行长                | 行长       | 行长       | 行长                | 行长                |                     |                     | · 国库部 · 风险管理办公室 · 企业事务办公室 · 企业规划办公室 · 系统和方法办公室 · 央行驻反洗钱委员会专员 | · 国库部 · 风险管理办公室 · 企业事务办公室 · 企业规划办公室 · 系统和方法办公室 · 央行驻反洗钱委员会专员 | · 国库部 · 风险管理办公室 · 企业事务办公室 · 企业规划办公室 · 系统和方法办公室 · 央行驻反洗钱委员会专员 | · 国库部 · 风险管理办公室 · 企业事务办公室 · 企业规划办公室 · 系统和方法办公室 · 央行驻反洗钱委员会专员 | · 国库部 · 风险管理办公室 · 企业事务办公室 · 企业规划办公室 · 系统和方法办公室 · 央行驻反洗钱委员会专员 | · 国库部 · 风险管理办公室 · 企业事务办公室 · 企业规划办公室 · 系统和方法办公室 · 央行驻反洗钱委员会专员 |              |              |              |              |  |  |
|                     |                                        |                             | |                     |                     |  |  |                     |                     |                     |                     |                     |                     |            |            |                     |                     |                     |                     | | | | | | |              |              |              |              |  |  |
|                     |                                        |                             | |                     |                     |  |  |                     |                     |                     |                     |                     |                     |            |            |                     |                     |                     |                     | | | | | | |              |              |              |              |  |  |
|                     |                                        |                             | |                     |                     |  |  |                     |                     |                     |                     |                     |                     |            |            |                     |                     |                     |                     | | | | | | |              |              |              |              |  |  |
| 副行长 货币稳定部门 | 副行长 货币稳定部门                    | 副行长 货币稳定部门         | 副行长 货币稳定部门 | 副行长 货币稳定部门 | 副行长 货币稳定部门 |  |  | 副行长 监管检查部门 | 副行长 监管检查部门 | 副行长 监管检查部门 | 副行长 监管检查部门 | 副行长 监管检查部门 | 副行长 监管检查部门 |            |            | 副行长 资源管理部门 | 副行长 资源管理部门 | 副行长 资源管理部门 | 副行长 资源管理部门 | 副行长 资源管理部门                                                                                     | 副行长 资源管理部门                                                                                     | | | 综合安全工厂                                                                                            | 综合安全工厂                                                                                            | 综合安全工厂 | 综合安全工厂 | 综合安全工厂 | 综合安全工厂 |  |  |

### 功能部门
菲律宾央行依法可设不超过三位副行长，副行长由行长提名，再经货币委员会批准后任命，负责辅助行长处理执行性事务，具体职权由货币委员会经商议后进行分配。职权分配后副行长将分头领导货币稳定（Monetary Stability）、监管检查（Supervision & Examination），及资源管理（Resource Management）三大部门，三大部门下再设有若干分部，而每个分部之下再设有若干相关办公室或小组。
菲律宾央行功能部门具体设置如下：
| | | |
| - 货币稳定部门（英語：Monetary Stability Sector）： - 投资者关系办公室（英語：Investor Relations Office） - 货币政策分部（英語：Monetary Policy Sub-sector） - 经济研究部（英語：Department of Economic Research） - 经济统计部（英語：Department of Economic Statistics） - 货币与金融政策中心（英語：Center for Monetary and Financial Policy） - 经济与金融学习中心（英語：Economic and Financial Learning Center） - 国际分部（英語：International Sub-sector） - 国际关系部（英語：International Relations Department） - 国际业务部（英語：International Operations Department） - 货币市场运作分部（英語：Monetary Operations Sub-sector） - 资产管理部（英語：Asset Management Department） - 贷款与征信部（英語：Department of Loans and Credit） - 货币管理分部（英語：Currency Management Sub-sector） - 现金部（英語：Cash Department） - 货币发行与回收办公室（英語：Currency Issue and Retirement Office） - 地区货币事务分部 管辖全国各地分行 | - 监督检查部门（英語：Supervision and Examination Sector，简称SES）： - 普惠金融倡导队（英語：Inclusive Finance Advocacy Staff） - 中央行政事务组（英語：Central Administrative Services Group） - 中央监督支持分部（英語：Central Supervisory Support Sub-sector） - 监督检查部门运行管理组（英語：SES Operations Management Group） - 中央申请与授权组（英語：Central Applications and Licensing Group） - 金融消费者事务组（英語：Financial Consumer Affairs Group） - 监管政策发展办公室（英語：Office of Supervisory Policy Development） - 监管数据中心（英語：Supervisory Data Center） - 监督检查一分部（英語：Supervision and Examination Sub-sector I） - 核心信息技术专家组（英語：Core Information Technology Specialist Group） - 信托专家组（英語：Trust Specialist Group） - 资本市场专家组（英語：Capital Markets Specialist Group） - 反洗钱专家组（英語：Anti-Money Laundering Specialist Group） - 微型，中小型企业融资专家组（英語：Micro, Small and Medium Enterprise Finance Specialist Group） - 检查一部（英語：Examination Departments I） - 检查二部（英語：Examination Departments II） - 检查三部（英語：Examination Departments III） - 监督检查二分部（英語：Supervision and Examination Sub-sector II） - 综合监管一部（英語：Integrated Supervision Department I） - 综合监管二部（英語：Integrated Supervision Department II） - 监督检查三分部（英語：Supervision and Examination Sub-sector III） - 区域监管事务一司(宿雾)（英語：Regional Supervisory Services Divisions I, Cebu） - 区域监管事务二司(达沃)（英語：Regional Supervisory Services Divisions II, Davao） - 中央联络一部（英語：Central Point of Contact Department I，简称CPCD I） - 中央联络二部（英語：Central Point of Contact Department II，简称CPCD II） | - 资源管理部门（英語：Resource Management Sector）： - 公积金办公室（英語：Provident Fund Office） - 危机管理办公室（英語：Crisis Management Office） - 支付和结算办公室（英語：Payments and Settlements Office） - 管理事务分部（英語：Management Services Sub-sector） - 行政事务部（英語：Administrative Services Department） - 设施管理与工程部（英語：Facilities Management and Engineering Department） - 项目开发与管理办公室（英語：Project Development and Management Office） - 采购办（英語：Procurement Office） - 安全，调查及运输部（英語：Security, Investigation and Transport Department） - 审计分部（英語：Comptrollership Sub-sector） - 预算规划和专项研究组（英語：Budget Planning and Special Studies Group） - 财务会计部（英語：Financial Accounting Department） - 人力资源分部（英語：Human Resource Sub-sector） - 人力资源开发部（英語：Human Resource Development Department） - 人力资源管理部（英語：Human Resource Management Department） - 菲律宾中央银行研究所（英語：Bangko Sentral ng Pilipinas Institute） - 医疗及牙医诊所（英語：Medical and Dental Clinic） - 信息技术分部（英語：Information Technology Sub-sector） - 政策标准与规划组（英語：Policy Standards and Planning Group） - 企业系统及项目开发人员（英語：Enterprise Systems and Project Development Staff） - IT基础架构与运营部（英語：IT Infrastructure and Operations Department） - 信息系统支持及开发部（英語：Information Systems Support and Development Department） |

### 地区分行
菲律宾央行货币稳定部门下辖的地区货币事务分部（英語：Regional Monetary Affairs Sub-sector）在全国范围内共设有三个地区办事处及十八家分行，主要负责经营区域黄金购入业务及现金操作与管理业务。
其中南吕宋岛各分行直接向地区货币事务分部负责；而北吕宋岛，米沙鄢群岛，及棉兰老岛各地之分行则分别由地区货币事务分部派出驻拉乌尼翁省、宿雾市及达沃市的三个地区办事处管理。
| 菲律宾中央银行 地区货币事务分部 下辖之各地分行列表 | 菲律宾中央银行 地区货币事务分部 下辖之各地分行列表           | 菲律宾中央银行 地区货币事务分部 下辖之各地分行列表           | 菲律宾中央银行 地区货币事务分部 下辖之各地分行列表                   |
| -------------------------------------------------- | ------------------------------------------------------------ | ------------------------------------------------------------ | -------------------------------------------------------------------- |
| 分部 直辖分行                                      | 拉乌尼翁省 地区办事处                                        | 宿雾市 地区办事处                                            | 达沃市 地区办事处                                                    |
| 辖 南吕宋岛各分行                                  | 辖 北吕宋岛各分行                                            | 辖 米沙鄢群岛各分行                                          | 辖 棉兰老岛各分行                                                    |
| 黎牙实比分行 卢塞纳分行 那牙分行                   | 安吉利斯分行 甲万那端分行 达古潘分行 土格加劳分行 巴塔克分行 | 巴科洛德分行 朗芒芽地分行 伊洛伊洛分行 卡利博分行 独鲁万分行 | 卡加延德奥罗分行 哥打巴托分行 三投斯将军分行 奥三棉示分行 三宝颜分行 |

### 附属单位
综合安全工厂（英語：Security Plant Complex，简称SPC）成立于1978年9月7日，系菲律宾央行直属单位，由央行行长直辖。主要从事护照制作，贵金属提炼，硬币铸造，及纸币证券、政府文书、票据合同等安全性印（造）务。
2003年8月4日，阿罗约总统发布《第79号行政命令》，指定SPC即日起作为总统奖章及勋章之独家制造商。
SPC设立之部门有：
- 总务部
- 品管组
- 研究和开发组
- 纸币证券印刷部
- 铸币及贵金属提炼业务部
- SPC金融服务和数据管理组

## 历任行长

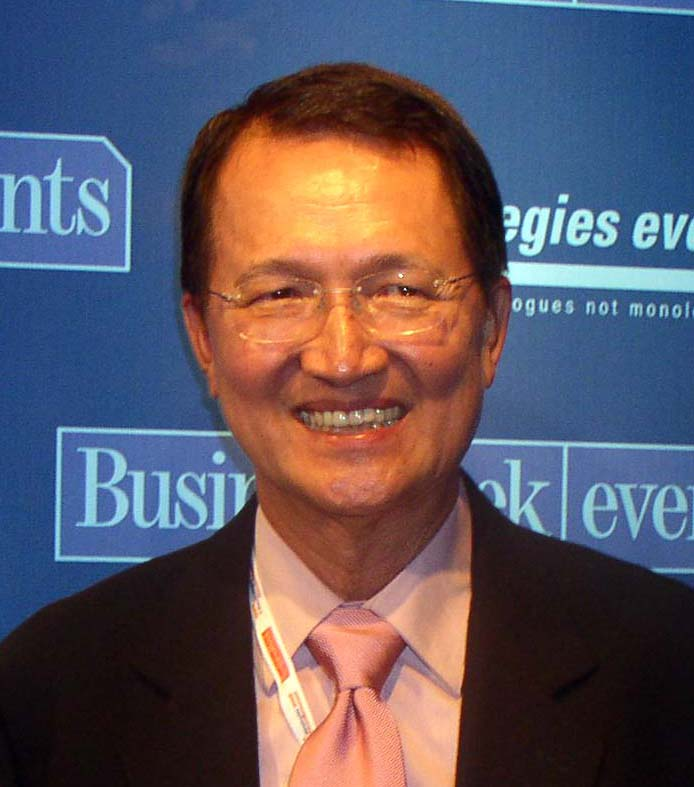
菲律宾中央银行前行长 拉斐尔·布韦那文图拉

菲律宾央行行长依法应由菲律宾总统任命，每任之任期规定为6年，经任命后可直接兼任央行最高管理机构货币委员会之主席。但行长自就职后，除了文化、宗教、与慈善领域，及由总统指定的其他职位之外，行长被禁止参与其他专业领域活动，也不得担任其余公职或私职。

现任行长阿曼多·德坦科于2005年7月4日由阿罗约总统任命为央行行长，又于2011年7月2日被阿基诺总统宣布任命为央行行长，因此他也成为菲律宾央行自1949年成立以来，首位得以连任的央行行长。
| 上任时间                                     | 卸任时间       | 名字                |
| -------------------------------------------- | -------------- | ------------------- |
| 央行行长 （Governors of the Central Bank）   |                |                     |
| 1949年1月3日                                 | 1960年12月31日 | 米格尔·夸德尔诺     |
| 1961年1月6日                                 | 1967年12月31日 | 安德烈斯·卡斯蒂略   |
| 1968年1月1日                                 | 1970年1月9日   | 阿方索·卡拉兰       |
| 1970年1月10日                                | 1981年1月15日  | 格雷戈里奥·利卡罗斯 |
| 1981年1月16日                                | 1984年1月18日  | 杰米·拉亚           |
| 1984年1月19日                                | 1990年2月19日  | 约瑟·费尔南德斯     |
| 1990年2月20日                                | 1993年7月2日   | 约瑟·奎西亚         |
| 央行行长 （Governors of the Bangko Sentral） |                |                     |
| 1993年7月6日                                 | 1999年7月5日   | 加布里埃尔·辛松     |
| 1999年7月6日                                 | 2005年7月3日   | 拉斐尔·布韦那文图拉 |
| 2005年7月4日                                 | 在任           | 阿曼多·德坦科       |

## 注解
1. 1 2  年利率，截至2014年10月，当月值
2. ↑   註:

### 网页
- 在菲律宾中央银行官网 （页面存档备份，存于）上的历年年报 （页面存档备份，存于）页面；
- 在菲律宾中央银行官网上的菲律宾央行简史页面；
- 在中华人民共和国驻菲律宾共和国大使馆经济商务参赞处官网 （页面存档备份，存于）上的主页 （页面存档备份，存于）；

### 文书
- [《新中央银行法（第7653号共和国法令）》] (PDF). 菲律宾国会 通过,菲律宾总统 菲德尔·拉莫斯 签署,生效. 1993-06-14  [2014-12-11]. （原始内容 (pdf)存档于2012-06-16） （英语）.
- AMANDO, TETANGCO.  [《菲律宾中央银行年度报告2013》] (PDF). VOLUME 1. Bangko Sentral ng Pilipinas. 2014-03-21  [2014-12-11]. （原始内容 (pdf)存档于2014-07-06） （英语）.
- Ramón N., Villegas. . Jaime C. Laya.(合作). Central Bank of the Philippines. 1983  [2015-01-05]. ISBN 9711039001. （原始内容存档于2017-03-06） （英语）.

14°33′39″N 120°59′18″E / 14.560833°N 120.988333°E
1. ↑  《Kayamanan: The Philippine Jewelry Tradition》 1983，第7頁.
2. 1 2  《BSP Annual Report 2013》 2014，p.Ⅺ.